# Мађарска на Летњим олимпијским играма 1992.
Мађарска је учествовала на Летњим олимпијским играма одржаним 1992. године у Барселони, Шпанија. На свечаном отварању носилац заставе је био олимпијац Тибор Комароми. Мађарска је овај пут послала 217 спортиста на олимпијаду, и они су учествовали у двадесет и три спортске дисциплине.
Олимпијски тим из Мађарске је на овим олимпијским играма се такмичио у двадесет и три спортске дисциплине и у осам дисциплина је освојено укупно тридесет медаља: једанаест златних, дванаест сребрних и седам бронзаних медаља. Олимпијске бодове су освојили у дванаест дисциплина. Најуспешнији представник Мађарске је била пливачица Кристина Егерсеги (Egerszegi Krisztina) са освојене три златне медаље).

## Резултати по спортским гранама
На овој олимпијади су мађарски спортисти у укупно осамнаест различитих спортских дисциплина освојили 208 олимпијска поена.
(највећи број освојених поена и учесника је обележен подебљаним словима)
| Спортска грана | Позиција | Позиција | Позиција | Позиција | Позиција | Позиција | Олимпијски поени | Број учесника | Број учесника | Број учесника |
| Спортска грана | 1.       | 2.       | 3.       | 4.       | 5.       | 6.       | Олимпијски поени | Мушки         | Женске        | Укупно        |
| Скокови у воду | 5        | 3        | 1        | 0        | 1        | 3        | 59               | 9             | 7             | 16            |
| Кајак и кану   | 1        | 3        | 2        | 0        | 2        | 1        | 35               | 10            | 4             | 14            |
| Џудо           | 1        | 2        | 1        | 0        | 1        | 0        | 23               | 7             | 5             | 12            |
| Мачевање       | 1        | 2        | 0        | 1        | 0        | 0        | 20               | 15            | 5             | 20            |
| Рвање          | 2        | 0        | 0        | 1        | 1        | 0        | 19               | 17            | 0             | 17            |
| Гимнастика     | 1        | 1        | 0        | 0        | 1        | 2        | 16               | 6             | 8             | 14            |
| Бокс           | 0        | 0        | 3        | 0        | 0        | 1        | 13               | 8             | 0             | 8             |
| Атлетика       | 0        | 0        | 0        | 2        | 1        | 0        | 8                | 13            | 11            | 24            |
| Пентатлон      | 0        | 1        | 0        | 0        | 1        | 0        | 7                | 3             | 0             | 3             |
| Стрељаштво     | 0        | 0        | 0        | 1        | 1        | 1        | 6                | 12            | 6             | 18            |
| Дизање тегова  | 0        | 0        | 0        | 0        | 0        | 1        | 1                | 10            | 0             | 10            |
| Ватерполо      | 0        | 0        | 0        | 0        | 0        | 1        | 1                | 13            | 0             | 13            |
| Рукомет        | 0        | 0        | 0        | 0        | 0        | 0        | 0                | 15            | 0             | 15            |
| Једрење        | 0        | 0        | 0        | 0        | 0        | 0        | 0                | 7             | 1             | 8             |
| Стони тенис    | 0        | 0        | 0        | 0        | 0        | 0        | 0                | 0             | 1             | 1             |
| Веслање        | 0        | 0        | 0        | 0        | 0        | 0        | 0                | 5             | 3             | 8             |
| Стреличарство  | 0        | 0        | 0        | 0        | 0        | 0        | 0                | 0             | 3             | 3             |
| Бициклизам     | 0        | 0        | 0        | 0        | 0        | 0        | 0                | 3             | 1             | 4             |
|                |          |          |          |          |          |          |                  |               |               |               |
| Укупно         | 11       | 12       | 7        | 5        | 9        | 10       | 208              | 159           | 58            | 217           |

### Освојене медаље на ЛОИ
| Освајачи олимпијских медаља за Мађарску на ЛОИ 1992. | |        |
| Медаља                                               | Освајач медаље | Укупно |
| Злато                                                | Кристина Егерсеги 3х, Тамаш Дарњи 2х, Банце Сабо, Хенријета Оноди, Антал Ковач, Атила Репка, Петар Фаркаш и Кајак и кану (К4 ж.)                                                  | 11     |
| Сребро                                               | Жолт Ђулаји, Рита Кебан, Хенријета Оноди, Јожеф Чак, Берталан Хајтош, Атила Мижер, Норберт Рожа 2х, Тинде Сабо, Кајак и кану (К4 м.), Мачевање (екипно м.) и Мачевање (екипно м.) | 12     |
| Бронза                                               | Иштван Ковач, Ђерђ Мижеји, Золтан Береш, Ђерђ Зала, Имре Чес, Атила Цене, Кајак и кану (К2 ж.),                                                                                   | 7      |
| Укупно                                               | | 30     |